# Friedrich Kind (Politiker)

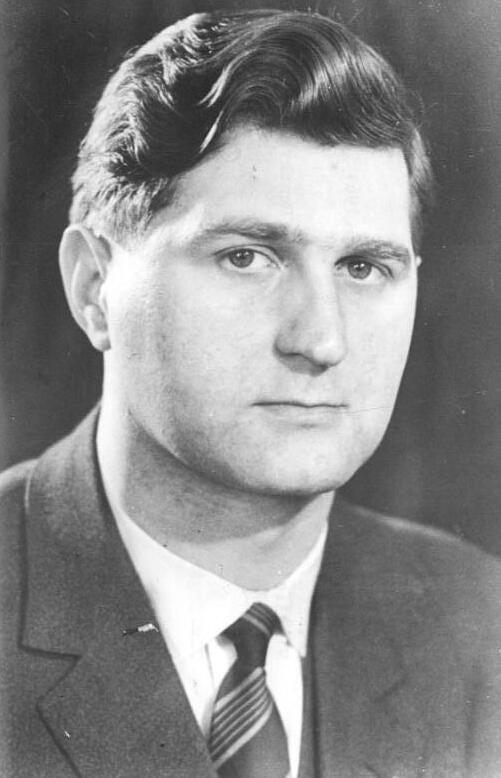
Friedrich Kind (1961)

Friedrich Kind (* 20. Dezember 1928 in Leipzig; † 5. Februar 2000 in Geeste) war ein deutscher CDU-Politiker in der DDR. Er war langjähriger CDU-Vertreter im Staatsrat der DDR und Abgeordneter der Volkskammer.

## Leben
Friedrich Kind wurde als Sohn eines Ingenieurs in Leipzig geboren. Nach dem Besuch der Volks- und Mittelschule zunächst in Leipzig, später in Limbach begann er 1943 eine Mechanikerlehre. 1944 wurde Kind jedoch notdienstverpflichtet und erlebte so auch das Kriegsende. Danach konnte er seine Berufsausbildung wieder fortsetzen, die er 1947 abschloss. Während dieser Zeit wurde Kind Mitglied des FDGB und der neugegründeten FDJ. Für die Jugendorganisation war er im Anschluss an seine Lehre bis 1949 als Arbeitsgebietsleiter in Chemnitz tätig.
1948 wurde Kind zusätzlich Mitglied der CDU in der DDR. In der Partei übernahm er 1949 zunächst den Posten des Kreis-Außensekretärs, ab 1950 den Posten des Kreissekretärs im Kreis Hoyerswerda. Diese Tätigkeit war jedoch von kurzer Dauer. Noch im gleichen Jahr wechselte Kind nach dem Tod von Wilhelm Wolf und der erzwungenen Flucht von Ernst Zborowski als Landessekretär zum CDU-Landesverband Brandenburg. Es ist zu vermuten, dass diese Delegierung des gerade 22-jährigen Kind ein Ergebnis der Repressalien gegen bis dahin führende Mitglieder des brandenburgischen Landesverbandes war.
Kind amtierte bis zur Auflösung der Länder 1952 als Landessekretär, anschließend bekleidete er das Amt des Vorsitzenden des CDU-Bezirksverbandes Potsdam bis 1990. Schon im Alter von 24 Jahren rückte Kind 1952 als Abgeordneter der ersten Wahlperiode in die Volkskammer nach. Von 1954 bis 1958 vertrat er dann seine Partei in der Länderkämmer der DDR. Parallel dazu saß er in dieser Zeit auch im Potsdamer Bezirkstag. 1958 wurde Kind von der CDU wieder als Volkskammerabgeordneter nominiert. Dieser gehörte er von da an bis zum Ende der 9. Wahlperiode im März 1990 als Abgeordneter ununterbrochen an. Kind war damit einer der dienstältesten Volkskammerabgeordneten. Des Weiteren entsandte die CDU ihren zuverlässigen Funktionär 1960 in den neu geschaffenen Staatsrat der DDR. Auch dort war Kind eines der dienstältesten Mitglieder.
1966 nahm Friedrich Kind ein Fernstudium an der Pädagogischen Hochschule in Potsdam auf. Dieses beendete er 1972 als Diplomlehrer für Geschichte. 1982 wurde er an der gleichen Hochschule zum Dr. phil promoviert. Seine Doktorarbeit widmete sich der Geschichte des CDU-Landesverbandes Brandenburg.
Friedrich Kind schied am 21. Januar 1990 aus dem Staatsrat aus. Anschließend verdingte er sich noch einige Zeit als Vertriebs- und Anzeigenleiter der Wochenzeitung Die Märkische.

## Ehrungen
- Vaterländischer Verdienstorden in Bronze
- Vaterländischer Verdienstorden in Silber (1965)
- Vaterländischer Verdienstorden in Gold (1988)[2]
- Verdienstmedaille der DDR